# Metacricus modestus
Metacricus modestus är en mångfotingart som beskrevs av Chamberlin 1953. Metacricus modestus ingår i släktet Metacricus och familjen Rhinocricidae. Inga underarter finns listade i Catalogue of Life.